# Heinrich Köselitz
Johann Heinrich Köselitz, també fou conegut pel pseudònim de Peter Gast (Annaberg-Buchholz, Saxònia, 10 de gener de 1854 - 15 d'agost de 1918) fou un compositor alemany del Romanticisme.
Estudià en el Conservatori de Leipzig amb Ernst Friedrich Richter i després filosofia a Basilea amb Jacob Burckhardt, on també va estudiar i contraure una estreta amistat amb Nietzsche i després de passar molts anys a Itàlia fou nomenat director dels Arxius Nietzsche de Weimar.
Va compondre les òperes:
- Willram (1879);
- König Wenzel, Orpheus und Dyonisos i Die heimliche Ehe (Danzing, 1891;
- la comèdia musical Scherz, Liszt und Rache (1881); Wallpurgis, festival (1903), una simfonia, una obertura, un quartet, cors i lieder.